# Andra omgången av Copa Libertadores 2013
Den andra omgången av Copa Libertadores 2013 spelas mellan den 12 februari och 18 april 2013.
De 32 lagen är uppdelade i åtta grupper om fyra lag vardera. De två bästa lagen ur respektive grupp kvalificerar sig till utslagsspelet av Copa Libertadores 2013. Sex lag var på förhand tvungna att kvalificera sig från första omgången av Copa Libertadores 2013 för att få spela i den andra omgången.

## Format
26 lag kvalificerade sig direkt till den andra omgången medan 6 lag var tvungna att spela en första omgången av Copa Libertadores 2013 för att kvalificera sig för denna omgång. De totalt 32 lagen lottades in i 8 grupper med 4 lag i varje.
Alla lag i varje grupp möter varandra två gånger, vilket innebär att varje lag spelas 6 matcher. Varje lag får 3 poäng för en vinst, 1 poäng för en oavgjord och 0 poäng för en förlust. Följande kriterier används för avgöra ett lika-läge:
1. Målskillnad
2. Gjorda mål
3. Bortamålsregeln
4. Lottning

De två bästa lagen i varje grupp går vidare till utslagsspelet och åttondelsfinalerna.

## Grupper

### Grupp 1
| Nr | Lag          | S | V | O | F | GM | IM | MS | P  |
| -- | ------------ | - | - | - | - | -- | -- | -- | -- |
| 1  | Nacional     | 6 | 3 | 1 | 2 | 10 | 6  | +4 | 10 |
| 2  | Boca Juniors | 6 | 3 | 0 | 3 | 7  | 7  | 0  | 9  |
| 3  | Toluca       | 6 | 2 | 2 | 2 | 8  | 11 | −3 | 8  |
| 4  | Barcelona    | 6 | 1 | 3 | 2 | 5  | 6  | −1 | 6  |

|             | 12 februari 2013 | Nacional               | 2 – 2           | Barcelona              | Estadio Gran Parque Central, Montevideo |                               |
| 20:15 UTC−2 | 20:15 UTC−2      | Abreu 69′ Alonso 90+3′ | (0 – 2) Rapport | Díaz 18′ Nahuelpan 26′ | Domare: Enrique Osses (Chile)           | Domare: Enrique Osses (Chile) |
| 20:15 UTC−2 | 20:15 UTC−2      |                        |                 |                        | Domare: Enrique Osses (Chile)           | Domare: Enrique Osses (Chile) |
| 20:15 UTC−2 | 20:15 UTC−2      |                        |                 |                        | Domare: Enrique Osses (Chile)           | Domare: Enrique Osses (Chile) |

|             | 13 februari 2013 | Boca Juniors     | 1 – 2           | Toluca                   | Estadio Alberto J. Armando, Buenos Aires |                                     |
| 21:00 UTC−3 | 21:00 UTC−3      | Silva 23′ (str.) | (1 – 0) Rapport | Esquivel 58′ Benítez 73′ | Domare: Victor Hugo Carrillo (Peru)      | Domare: Victor Hugo Carrillo (Peru) |
| 21:00 UTC−3 | 21:00 UTC−3      |                  |                 |                          | Domare: Victor Hugo Carrillo (Peru)      | Domare: Victor Hugo Carrillo (Peru) |
| 21:00 UTC−3 | 21:00 UTC−3      |                  |                 |                          | Domare: Victor Hugo Carrillo (Peru)      | Domare: Victor Hugo Carrillo (Peru) |

|             | 19 februari 2013 | Toluca                 | 2 – 3           | Nacional                    | Estadio Nemesio Díez, Toluca     |                                  |
| 20:45 UTC−6 | 20:45 UTC−6      | Tejada 22′ Benítez 52′ | (1 – 0) Rapport | Sánchez 47′, 55′ Alonso 57′ | Domare: Wilmar Roldán (Colombia) | Domare: Wilmar Roldán (Colombia) |
| 20:45 UTC−6 | 20:45 UTC−6      |                        |                 |                             | Domare: Wilmar Roldán (Colombia) | Domare: Wilmar Roldán (Colombia) |
| 20:45 UTC−6 | 20:45 UTC−6      |                        |                 |                             | Domare: Wilmar Roldán (Colombia) | Domare: Wilmar Roldán (Colombia) |

|             | 27 februari 2013 | Barcelona           | 1 – 2           | Boca Juniors           | Estadio Monumental Isidro Romero Carbo, Guayaquil |                                    |
| 17:45 UTC−5 | 17:45 UTC−5      | Arroyo 90+3′ (str.) | (0 – 0) Rapport | Martínez 59′ Pérez 63′ | Domare: Leandro Vuaden (Brasilien)                | Domare: Leandro Vuaden (Brasilien) |
| 17:45 UTC−5 | 17:45 UTC−5      |                     |                 |                        | Domare: Leandro Vuaden (Brasilien)                | Domare: Leandro Vuaden (Brasilien) |
| 17:45 UTC−5 | 17:45 UTC−5      |                     |                 |                        | Domare: Leandro Vuaden (Brasilien)                | Domare: Leandro Vuaden (Brasilien) |

|             | 6 mars 2013 | Toluca     | 1 – 1           | Barcelona | Estadio Nemesio Díez, Toluca    |                                 |
| 21:15 UTC−6 | 21:15 UTC−6 | Tejada 83′ | (0 – 1) Rapport | Díaz 36′  | Domare: Héber Lopes (Brasilien) | Domare: Héber Lopes (Brasilien) |
| 21:15 UTC−6 | 21:15 UTC−6 |            |                 |           | Domare: Héber Lopes (Brasilien) | Domare: Héber Lopes (Brasilien) |
| 21:15 UTC−6 | 21:15 UTC−6 |            |                 |           | Domare: Héber Lopes (Brasilien) | Domare: Héber Lopes (Brasilien) |

|             | 7 mars 2013 | Boca Juniors | 0 – 1           | Nacional   | Estadio Alberto J. Armando, Buenos Aires |                                    |
| 21:30 UTC−3 | 21:30 UTC−3 |              | (0 – 1) Rapport | Scotti 20′ | Domare: Carlos Amarilla (Paraguay)       | Domare: Carlos Amarilla (Paraguay) |
| 21:30 UTC−3 | 21:30 UTC−3 |              |                 |            | Domare: Carlos Amarilla (Paraguay)       | Domare: Carlos Amarilla (Paraguay) |
| 21:30 UTC−3 | 21:30 UTC−3 |              |                 |            | Domare: Carlos Amarilla (Paraguay)       | Domare: Carlos Amarilla (Paraguay) |

|             | 13 mars 2013 | Barcelona | 0 – 0   | Toluca | Estadio Monumental Isidro Romero Carbo, Guayaquil |                                    |
| 17:45 UTC−5 | 17:45 UTC−5  |           | Rapport |        | Domare: Enrique Cáceres (Paraguay)                | Domare: Enrique Cáceres (Paraguay) |
| 17:45 UTC−5 | 17:45 UTC−5  |           |         |        | Domare: Enrique Cáceres (Paraguay)                | Domare: Enrique Cáceres (Paraguay) |
| 17:45 UTC−5 | 17:45 UTC−5  |           |         |        | Domare: Enrique Cáceres (Paraguay)                | Domare: Enrique Cáceres (Paraguay) |

|             | 14 mars 2013 | Nacional | 0 – 1           | Boca Juniors        | Estadio Centenario, Montevideo     |                                    |
| 19:15 UTC−3 | 19:15 UTC−3  |          | (0 – 1) Rapport | Riquelme 44′ (str.) | Domare: Paulo Oliveira (Brasilien) | Domare: Paulo Oliveira (Brasilien) |
| 19:15 UTC−3 | 19:15 UTC−3  |          |                 |                     | Domare: Paulo Oliveira (Brasilien) | Domare: Paulo Oliveira (Brasilien) |
| 19:15 UTC−3 | 19:15 UTC−3  |          |                 |                     | Domare: Paulo Oliveira (Brasilien) | Domare: Paulo Oliveira (Brasilien) |

|             | 3 april 2013 | Boca Juniors | 1 – 0           | Barcelona | Estadio Alberto J. Armando, Buenos Aires |                                     |
| 19:45 UTC−3 | 19:45 UTC−3  | Blandi 9′    | (1 – 0) Rapport |           | Domare: Ricardo Margues (Brasilien)      | Domare: Ricardo Margues (Brasilien) |
| 19:45 UTC−3 | 19:45 UTC−3  |              |                 |           | Domare: Ricardo Margues (Brasilien)      | Domare: Ricardo Margues (Brasilien) |
| 19:45 UTC−3 | 19:45 UTC−3  |              |                 |           | Domare: Ricardo Margues (Brasilien)      | Domare: Ricardo Margues (Brasilien) |

|             | 4 april 2013 | Nacional                                     | 4 – 0           | Toluca | Estadio Gran Parque Central, Montevideo |                                 |
| 19:15 UTC−3 | 19:15 UTC−3  | Bueno 11′, 89′ Damonte 35′ Alonso 74′ (str.) | (2 – 0) Rapport |        | Domare: Héber Lopes (Brasilien)         | Domare: Héber Lopes (Brasilien) |
| 19:15 UTC−3 | 19:15 UTC−3  |                                              |                 |        | Domare: Héber Lopes (Brasilien)         | Domare: Héber Lopes (Brasilien) |
| 19:15 UTC−3 | 19:15 UTC−3  |                                              |                 |        | Domare: Héber Lopes (Brasilien)         | Domare: Héber Lopes (Brasilien) |

|             | 17 april 2013 | Barcelona       | 1 – 0           | Nacional | Estadio Monumental Isidro Romero Carbo, Guayaquil |                                  |
| 17:45 UTC−5 | 17:45 UTC−5   | Castillejos 37′ | (1 – 0) Rapport |          | Domare: Antonio Arias (Paraguay)                  | Domare: Antonio Arias (Paraguay) |
| 17:45 UTC−5 | 17:45 UTC−5   |                 |                 |          | Domare: Antonio Arias (Paraguay)                  | Domare: Antonio Arias (Paraguay) |
| 17:45 UTC−5 | 17:45 UTC−5   |                 |                 |          | Domare: Antonio Arias (Paraguay)                  | Domare: Antonio Arias (Paraguay) |

|             | 17 april 2013 | Toluca                             | 3 – 2           | Boca Juniors               | Estadio Nemesio Díez, Toluca    |                                 |
| 17:45 UTC−5 | 17:45 UTC−5   | Benítez 10′ Flavio Santos 65′, 82′ | (1 – 1) Rapport | Somoza 45+2′ Fernández 77′ | Domare: Imer Machado (Colombia) | Domare: Imer Machado (Colombia) |
| 17:45 UTC−5 | 17:45 UTC−5   |                                    |                 |                            | Domare: Imer Machado (Colombia) | Domare: Imer Machado (Colombia) |
| 17:45 UTC−5 | 17:45 UTC−5   |                                    |                 |                            | Domare: Imer Machado (Colombia) | Domare: Imer Machado (Colombia) |

### Grupp 2
| Nr | Lag              | S | V | O | F | GM | IM | MS | P |
| -- | ---------------- | - | - | - | - | -- | -- | -- | - |
| 1  | Palmeiras        | 6 | 3 | 0 | 3 | 5  | 5  | 0  | 9 |
| 2  | Tigre            | 6 | 3 | 0 | 3 | 9  | 10 | −1 | 9 |
| 3  | Libertad         | 6 | 2 | 2 | 2 | 10 | 9  | +1 | 8 |
| 4  | Sporting Cristal | 6 | 2 | 2 | 2 | 8  | 8  | 0  | 8 |

|             | 14 februari 2013 | Palmeiras                       | 2 – 1           | Sporting Cristal   | Estádio do Pacaembu, São Paulo                  |                                                 |
| 22:00 UTC−2 | 22:00 UTC−2      | Henrique 40′ Patrick Vieira 69′ | (1 – 0) Rapport | Lobatón 52′ (str.) | Publik: 18 433 Domare: Martín Vázquez (Uruguay) | Publik: 18 433 Domare: Martín Vázquez (Uruguay) |
| 22:00 UTC−2 | 22:00 UTC−2      |                                 |                 |                    | Publik: 18 433 Domare: Martín Vázquez (Uruguay) | Publik: 18 433 Domare: Martín Vázquez (Uruguay) |
| 22:00 UTC−2 | 22:00 UTC−2      |                                 |                 |                    | Publik: 18 433 Domare: Martín Vázquez (Uruguay) | Publik: 18 433 Domare: Martín Vázquez (Uruguay) |

|             | 21 februari 2013 | Tigre | 0 – 2           | Libertad                       | Estadio José Dellagiovanna, Buenos Aires |                                   |
| 19:15 UTC−3 | 19:15 UTC−3      |       | (0 – 0) Rapport | Aquino 54′ (str.) González 88′ | Domare: Roberto Silvera (Uruguay)        | Domare: Roberto Silvera (Uruguay) |
| 19:15 UTC−3 | 19:15 UTC−3      |       |                 |                                | Domare: Roberto Silvera (Uruguay)        | Domare: Roberto Silvera (Uruguay) |
| 19:15 UTC−3 | 19:15 UTC−3      |       |                 |                                | Domare: Roberto Silvera (Uruguay)        | Domare: Roberto Silvera (Uruguay) |

|             | 28 februari 2013 | Sporting Cristal       | 2 – 0           | Tigre | Estadio Alberto Gallardo, Lima |                                |
| 15:00 UTC−5 | 15:00 UTC−5      | Sheput 29′ Lobatón 56′ | (1 – 0) Rapport |       | Domare: Julio Bascuñán (Chile) | Domare: Julio Bascuñán (Chile) |
| 15:00 UTC−5 | 15:00 UTC−5      |                        |                 |       | Domare: Julio Bascuñán (Chile) | Domare: Julio Bascuñán (Chile) |
| 15:00 UTC−5 | 15:00 UTC−5      |                        |                 |       | Domare: Julio Bascuñán (Chile) | Domare: Julio Bascuñán (Chile) |

|             | 28 februari 2013 | Libertad                  | 2 – 0           | Palmeiras | Estadio Dr. Nicolás Léoz, Asunción          |                                             |
| 19:15 UTC−3 | 19:15 UTC−3      | Velázquez 12′ Benítez 54′ | (1 – 0) Rapport |           | Publik: 5 000 Domare: Juan Soto (Venezuela) | Publik: 5 000 Domare: Juan Soto (Venezuela) |
| 19:15 UTC−3 | 19:15 UTC−3      |                           |                 |           | Publik: 5 000 Domare: Juan Soto (Venezuela) | Publik: 5 000 Domare: Juan Soto (Venezuela) |
| 19:15 UTC−3 | 19:15 UTC−3      |                           |                 |           | Publik: 5 000 Domare: Juan Soto (Venezuela) | Publik: 5 000 Domare: Juan Soto (Venezuela) |

|             | 6 mars 2013 | Libertad              | 2 – 2           | Sporting Cristal | Estadio Dr. Nicolás Léoz, Asunción   |                                      |
| 19:45 UTC−3 | 19:45 UTC−3 | Benítez 68′ Núñez 88′ | (0 – 1) Rapport | Ávila 25′, 65′   | Domare: Hernando Buitrago (Colombia) | Domare: Hernando Buitrago (Colombia) |
| 19:45 UTC−3 | 19:45 UTC−3 |                       |                 |                  | Domare: Hernando Buitrago (Colombia) | Domare: Hernando Buitrago (Colombia) |
| 19:45 UTC−3 | 19:45 UTC−3 |                       |                 |                  | Domare: Hernando Buitrago (Colombia) | Domare: Hernando Buitrago (Colombia) |

|             | 6 mars 2013 | Tigre         | 1 – 0           | Palmeiras | Estadio José Dellagiovanna, Buenos Aires |                              |
| 19:45 UTC−3 | 19:45 UTC−3 | Peñalba 90+5′ | (0 – 0) Rapport |           | Domare: Omar Ponce (Ecuador)             | Domare: Omar Ponce (Ecuador) |
| 19:45 UTC−3 | 19:45 UTC−3 |               |                 |           | Domare: Omar Ponce (Ecuador)             | Domare: Omar Ponce (Ecuador) |
| 19:45 UTC−3 | 19:45 UTC−3 |               |                 |           | Domare: Omar Ponce (Ecuador)             | Domare: Omar Ponce (Ecuador) |

|             | 12 mars 2013 | Sporting Cristal | 1 – 1           | Libertad      | Estadio Alberto Gallardo, Lima    |                                   |
| 21:45 UTC−5 | 21:45 UTC−5  | Ávila 74′        | (0 – 0) Rapport | Velázquez 53′ | Domare: Roberto Silvera (Uruguay) | Domare: Roberto Silvera (Uruguay) |
| 21:45 UTC−5 | 21:45 UTC−5  |                  |                 |               | Domare: Roberto Silvera (Uruguay) | Domare: Roberto Silvera (Uruguay) |
| 21:45 UTC−5 | 21:45 UTC−5  |                  |                 |               | Domare: Roberto Silvera (Uruguay) | Domare: Roberto Silvera (Uruguay) |

|             | 2 april 2013 | Palmeiras            | 2 – 0           | Tigre | Estádio do Pacaembu, São Paulo |                                |
| 21:30 UTC−3 | 21:30 UTC−3  | Caio 19′ Charles 53′ | (1 – 0) Rapport |       | Domare: Patricio Polic (Chile) | Domare: Patricio Polic (Chile) |
| 21:30 UTC−3 | 21:30 UTC−3  |                      |                 |       | Domare: Patricio Polic (Chile) | Domare: Patricio Polic (Chile) |
| 21:30 UTC−3 | 21:30 UTC−3  |                      |                 |       | Domare: Patricio Polic (Chile) | Domare: Patricio Polic (Chile) |

|             | 9 april 2013 | Tigre                                     | 3 – 1           | Sporting Cristal | Estadio José Dellagiovanna, Buenos Aires |                                   |
| 19:15 UTC−3 | 19:15 UTC−3  | Leguizamón 24′ Pérez García 49′ Botta 54′ | (1 – 0) Rapport | Lobatón 70′      | Domare: Oscar Maldonado (Bolivia)        | Domare: Oscar Maldonado (Bolivia) |
| 19:15 UTC−3 | 19:15 UTC−3  |                                           |                 |                  | Domare: Oscar Maldonado (Bolivia)        | Domare: Oscar Maldonado (Bolivia) |
| 19:15 UTC−3 | 19:15 UTC−3  |                                           |                 |                  | Domare: Oscar Maldonado (Bolivia)        | Domare: Oscar Maldonado (Bolivia) |

|             | 11 april 2013 | Palmeiras   | 1 – 0           | Libertad | Estádio do Pacaembu, São Paulo     |                                    |
| 19:15 UTC−3 | 19:15 UTC−3   | Charles 54′ | (0 – 0) Rapport |          | Domare: Daniel Fedorzuck (Uruguay) | Domare: Daniel Fedorzuck (Uruguay) |
| 19:15 UTC−3 | 19:15 UTC−3   |             |                 |          | Domare: Daniel Fedorzuck (Uruguay) | Domare: Daniel Fedorzuck (Uruguay) |
| 19:15 UTC−3 | 19:15 UTC−3   |             |                 |          | Domare: Daniel Fedorzuck (Uruguay) | Domare: Daniel Fedorzuck (Uruguay) |

|             | 18 april 2013 | Libertad                              | 3 – 5           | Tigre                                                | Estadio Dr. Nicolás Léoz, Asunción |                                  |
| 21:15 UTC−4 | 21:15 UTC−4   | Samudio 15′ Núñez 38′ Velázquez 90+2′ | (2 – 3) Rapport | Botta 11′, 78′ Pérez García 29′, 55′ Díaz 36′ (str.) | Domare: Wilmar Roldán (Colombia)   | Domare: Wilmar Roldán (Colombia) |
| 21:15 UTC−4 | 21:15 UTC−4   |                                       |                 |                                                      | Domare: Wilmar Roldán (Colombia)   | Domare: Wilmar Roldán (Colombia) |
| 21:15 UTC−4 | 21:15 UTC−4   |                                       |                 |                                                      | Domare: Wilmar Roldán (Colombia)   | Domare: Wilmar Roldán (Colombia) |

|             | 18 april 2013 | Sporting Cristal | 1 – 0           | Palmeiras | Estadio Alberto Gallardo, Lima |                               |
| 20:15 UTC−5 | 20:15 UTC−5   | Ávila 49′        | (0 – 0) Rapport |           | Domare: Enrique Osses (Chile)  | Domare: Enrique Osses (Chile) |
| 20:15 UTC−5 | 20:15 UTC−5   |                  |                 |           | Domare: Enrique Osses (Chile)  | Domare: Enrique Osses (Chile) |
| 20:15 UTC−5 | 20:15 UTC−5   |                  |                 |           | Domare: Enrique Osses (Chile)  | Domare: Enrique Osses (Chile) |

### Grupp 3
| Nr | Lag              | S | V | O | F | GM | IM | MS | P  |
| -- | ---------------- | - | - | - | - | -- | -- | -- | -- |
| 1  | Atlético Mineiro | 6 | 5 | 0 | 1 | 16 | 9  | +7 | 15 |
| 2  | São Paulo        | 6 | 2 | 1 | 3 | 8  | 8  | 0  | 7  |
| 3  | Arsenal          | 6 | 2 | 1 | 3 | 10 | 15 | −5 | 7  |
| 4  | The Strongest    | 6 | 2 | 0 | 4 | 8  | 10 | −2 | 6  |

|             | 13 februari 2013 | Atlético Mineiro | 2 – 1           | São Paulo   | Estádio Independência, Belo Horizonte               |                                                     |
| 22:00 UTC−2 | 22:00 UTC−2      | Jô 14′ Réver 73′ | (1 – 0) Rapport | Aloísio 83′ | Publik: 18 187 Domare: Marcelo Henrique (Brasilien) | Publik: 18 187 Domare: Marcelo Henrique (Brasilien) |
| 22:00 UTC−2 | 22:00 UTC−2      |                  |                 |             | Publik: 18 187 Domare: Marcelo Henrique (Brasilien) | Publik: 18 187 Domare: Marcelo Henrique (Brasilien) |
| 22:00 UTC−2 | 22:00 UTC−2      |                  |                 |             | Publik: 18 187 Domare: Marcelo Henrique (Brasilien) | Publik: 18 187 Domare: Marcelo Henrique (Brasilien) |

|             | 14 februari 2013 | The Strongest            | 2 – 1           | Arsenal       | Estadio Hernando Siles, La Paz   |                                  |
| 20:00 UTC−4 | 20:00 UTC−4      | Chumacero 18′ Melgar 84′ | (1 – 0) Rapport | Benedetto 49′ | Domare: Antonio Arias (Paraguay) | Domare: Antonio Arias (Paraguay) |
| 20:00 UTC−4 | 20:00 UTC−4      |                          |                 |               | Domare: Antonio Arias (Paraguay) | Domare: Antonio Arias (Paraguay) |
| 20:00 UTC−4 | 20:00 UTC−4      |                          |                 |               | Domare: Antonio Arias (Paraguay) | Domare: Antonio Arias (Paraguay) |

|             | 26 februari 2013 | Arsenal                      | 2 – 5           | Atlético Mineiro                          | Estadio Julio Humberto Grondona, Sarandí |                                  |
| 21:45 UTC−3 | 21:45 UTC−3      | Furch 2′ Nicolás Aguirre 41′ | (2 – 3) Rapport | Bernard 10′, 55′, 59′ Tardelli 29′ Jô 36′ | Domare: Martín Vázquez (Uruguay)         | Domare: Martín Vázquez (Uruguay) |
| 21:45 UTC−3 | 21:45 UTC−3      |                              |                 |                                           | Domare: Martín Vázquez (Uruguay)         | Domare: Martín Vázquez (Uruguay) |
| 21:45 UTC−3 | 21:45 UTC−3      |                              |                 |                                           | Domare: Martín Vázquez (Uruguay)         | Domare: Martín Vázquez (Uruguay) |

|             | 28 februari 2013 | São Paulo                    | 2 – 1           | The Strongest | Estadio do Morumbi, São Paulo                     |                                                   |
| 21:30 UTC−3 | 21:30 UTC−3      | Osvaldo 43′ Luís Fabiano 80′ | (1 – 1) Rapport | Barrera 21′   | Publik: 31 272 Domare: Enrique Cáceres (Paraguay) | Publik: 31 272 Domare: Enrique Cáceres (Paraguay) |
| 21:30 UTC−3 | 21:30 UTC−3      |                              |                 |               | Publik: 31 272 Domare: Enrique Cáceres (Paraguay) | Publik: 31 272 Domare: Enrique Cáceres (Paraguay) |
| 21:30 UTC−3 | 21:30 UTC−3      |                              |                 |               | Publik: 31 272 Domare: Enrique Cáceres (Paraguay) | Publik: 31 272 Domare: Enrique Cáceres (Paraguay) |

|             | 7 mars 2013 | São Paulo    | 1 – 1           | Arsenal                    | Estádio do Pacaembu, São Paulo   |                                  |
| 19:15 UTC−3 | 19:15 UTC−3 | Jádson 45+3′ | (1 – 0) Rapport | Darío Benedetto 49′ (str.) | Domare: Wilmar Roldán (Colombia) | Domare: Wilmar Roldán (Colombia) |
| 19:15 UTC−3 | 19:15 UTC−3 |              |                 |                            | Domare: Wilmar Roldán (Colombia) | Domare: Wilmar Roldán (Colombia) |
| 19:15 UTC−3 | 19:15 UTC−3 |              |                 |                            | Domare: Wilmar Roldán (Colombia) | Domare: Wilmar Roldán (Colombia) |

|             | 7 mars 2013 | Atlético Mineiro             | 2 – 1           | The Strongest | Estádio Independência, Belo Horizonte |                                    |
| 21:30 UTC−3 | 21:30 UTC−3 | Jô 57′ Ronaldinho 74′ (str.) | (0 – 0) Rapport | Melgar 90+2′  | Domare: Daniel Fedorzuck (Ukraina)    | Domare: Daniel Fedorzuck (Ukraina) |
| 21:30 UTC−3 | 21:30 UTC−3 |                              |                 |               | Domare: Daniel Fedorzuck (Ukraina)    | Domare: Daniel Fedorzuck (Ukraina) |
| 21:30 UTC−3 | 21:30 UTC−3 |                              |                 |               | Domare: Daniel Fedorzuck (Ukraina)    | Domare: Daniel Fedorzuck (Ukraina) |

|             | 13 mars 2013 | The Strongest | 1 – 2           | Atlético Mineiro               | Estadio Hernando Siles, La Paz    |                                   |
| 21:00 UTC−4 | 21:00 UTC−4  | Reina 44′     | (1 – 1) Rapport | Tardelli 10′ Méndez 88′ (sjm.) | Domare: Julio Quintana (Paraguay) | Domare: Julio Quintana (Paraguay) |
| 21:00 UTC−4 | 21:00 UTC−4  |               |                 |                                | Domare: Julio Quintana (Paraguay) | Domare: Julio Quintana (Paraguay) |
| 21:00 UTC−4 | 21:00 UTC−4  |               |                 |                                | Domare: Julio Quintana (Paraguay) | Domare: Julio Quintana (Paraguay) |

|             | 14 mars 2013 | Arsenal                 | 2 – 1           | São Paulo   | Estadio Julio Humberto Grondona, Sarandí |                              |
| 21:30 UTC−3 | 21:30 UTC−3  | Ortiz 66′ Braghieri 85′ | (0 – 0) Rapport | Aloísio 72′ | Domare: Omar Ponce (Ecuador)             | Domare: Omar Ponce (Ecuador) |
| 21:30 UTC−3 | 21:30 UTC−3  |                         |                 |             | Domare: Omar Ponce (Ecuador)             | Domare: Omar Ponce (Ecuador) |
| 21:30 UTC−3 | 21:30 UTC−3  |                         |                 |             | Domare: Omar Ponce (Ecuador)             | Domare: Omar Ponce (Ecuador) |

|             | 3 april 2013 | Atlético Mineiro                                                        | 5 – 2           | Arsenal                     | Estádio Independência, Belo Horizonte |                                     |
| 22:00 UTC−3 | 22:00 UTC−3  | Diego Tardelli 11′ Ronaldinho 15′ (str.), 59′ Luan 47′ Alecsandro 90+3′ | (2 – 1) Rapport | Braghieri 40′ Benedetto 85′ | Domare: Enrique Cácerers (Paraguay)   | Domare: Enrique Cácerers (Paraguay) |
| 22:00 UTC−3 | 22:00 UTC−3  |                                                                         |                 |                             | Domare: Enrique Cácerers (Paraguay)   | Domare: Enrique Cácerers (Paraguay) |
| 22:00 UTC−3 | 22:00 UTC−3  |                                                                         |                 |                             | Domare: Enrique Cácerers (Paraguay)   | Domare: Enrique Cácerers (Paraguay) |

|             | 4 april 2013 | The Strongest           | 2 – 1           | São Paulo               | Estadio Hernando Siles, La Paz |                                |
| 20:30 UTC−4 | 20:30 UTC−4  | Solíz 15′ Cristaldo 66′ | (1 – 1) Rapport | Rogério Ceni 44′ (str.) | Domare: Víctor Carrillo (Peru) | Domare: Víctor Carrillo (Peru) |
| 20:30 UTC−4 | 20:30 UTC−4  |                         |                 |                         | Domare: Víctor Carrillo (Peru) | Domare: Víctor Carrillo (Peru) |
| 20:30 UTC−4 | 20:30 UTC−4  |                         |                 |                         | Domare: Víctor Carrillo (Peru) | Domare: Víctor Carrillo (Peru) |

|             | 17 april 2013 | Arsenal             | 2 – 1           | The Strongest | Estadio Julio Humberto Grondona, Sarandí |                               |
| 22:00 UTC−3 | 22:00 UTC−3   | Rolle 30′ Furch 62′ | (1 – 0) Rapport | Reina 90+3′   | Domare: Carlos Vera (Ecuador)            | Domare: Carlos Vera (Ecuador) |
| 22:00 UTC−3 | 22:00 UTC−3   |                     |                 |               | Domare: Carlos Vera (Ecuador)            | Domare: Carlos Vera (Ecuador) |
| 22:00 UTC−3 | 22:00 UTC−3   |                     |                 |               | Domare: Carlos Vera (Ecuador)            | Domare: Carlos Vera (Ecuador) |

|             | 17 april 2013 | São Paulo                     | 2 – 0           | Atlético Mineiro | Estádio do Morumbi, São Paulo      |                                    |
| 22:00 UTC−3 | 22:00 UTC−3   | Ceni 57′ (str.) Ademilson 82′ | (0 – 0) Rapport |                  | Domare: Wilton Sampaio (Brasilien) | Domare: Wilton Sampaio (Brasilien) |
| 22:00 UTC−3 | 22:00 UTC−3   |                               |                 |                  | Domare: Wilton Sampaio (Brasilien) | Domare: Wilton Sampaio (Brasilien) |
| 22:00 UTC−3 | 22:00 UTC−3   |                               |                 |                  | Domare: Wilton Sampaio (Brasilien) | Domare: Wilton Sampaio (Brasilien) |

### Grupp 4
| Nr | Lag              | S | V | O | F | GM | IM | MS | P  |
| -- | ---------------- | - | - | - | - | -- | -- | -- | -- |
| 1  | Vélez Sarsfield  | 6 | 4 | 1 | 1 | 10 | 3  | +7 | 13 |
| 2  | Emelec           | 6 | 3 | 1 | 2 | 5  | 4  | +1 | 10 |
| 3  | Peñarol          | 6 | 3 | 0 | 3 | 7  | 7  | 0  | 9  |
| 4  | Deportes Iquique | 6 | 1 | 0 | 5 | 5  | 13 | −8 | 3  |

|             | 12 februari 2013 | Emelec              | 1 – 0           | Vélez Sársfield | Estadio George Capwell, Guayaquil |                                  |
| 19:30 UTC−5 | 19:30 UTC−5      | Ferreyra 50′ (sjm.) | (0 – 0) Rapport |                 | Domare: Wilmar Roldán (Colombia)  | Domare: Wilmar Roldán (Colombia) |
| 19:30 UTC−5 | 19:30 UTC−5      |                     |                 |                 | Domare: Wilmar Roldán (Colombia)  | Domare: Wilmar Roldán (Colombia) |
| 19:30 UTC−5 | 19:30 UTC−5      |                     |                 |                 | Domare: Wilmar Roldán (Colombia)  | Domare: Wilmar Roldán (Colombia) |

|             | 13 februari 2013 | Deportes Iquique | 1 – 2           | Peñarol                   | Estadio Tierra de Campeones, Iquique |                                    |
| 18:30 UTC−3 | 18:30 UTC−3      | Villalobos 58′   | (0 – 1) Rapport | Estoyanoff 5′ Olivera 71′ | Domare: Enrique Cáceres (Paraguay)   | Domare: Enrique Cáceres (Paraguay) |
| 18:30 UTC−3 | 18:30 UTC−3      |                  |                 |                           | Domare: Enrique Cáceres (Paraguay)   | Domare: Enrique Cáceres (Paraguay) |
| 18:30 UTC−3 | 18:30 UTC−3      |                  |                 |                           | Domare: Enrique Cáceres (Paraguay)   | Domare: Enrique Cáceres (Paraguay) |

|             | 19 februari 2013 | Peñarol     | 1 – 0           | Emelec | Estadio Centenario, Montevideo   |                                  |
| 20:15 UTC−2 | 20:15 UTC−2      | Olivera 68′ | (0 – 0) Rapport |        | Domare: Sandro Ricci (Brasilien) | Domare: Sandro Ricci (Brasilien) |
| 20:15 UTC−2 | 20:15 UTC−2      |             |                 |        | Domare: Sandro Ricci (Brasilien) | Domare: Sandro Ricci (Brasilien) |
| 20:15 UTC−2 | 20:15 UTC−2      |             |                 |        | Domare: Sandro Ricci (Brasilien) | Domare: Sandro Ricci (Brasilien) |

|             | 20 februari 2013 | Vélez Sársfield                   | 3 – 0           | Deportes Iquique | Estadio José Amalfitani, Buenos Aires |                                    |
| 19:45 UTC−3 | 19:45 UTC−3      | Insúa 26′ Rescaldini 35′ Gago 68′ | (2 – 0) Rapport |                  | Domare: Carlos Amarilla (Paraguay)    | Domare: Carlos Amarilla (Paraguay) |
| 19:45 UTC−3 | 19:45 UTC−3      |                                   |                 |                  | Domare: Carlos Amarilla (Paraguay)    | Domare: Carlos Amarilla (Paraguay) |
| 19:45 UTC−3 | 19:45 UTC−3      |                                   |                 |                  | Domare: Carlos Amarilla (Paraguay)    | Domare: Carlos Amarilla (Paraguay) |

|             | 26 februari 2013 | Peñarol | 0 – 1           | Vélez Sársfield | Estadio Centenario, Montevideo  |                                 |
| 20:30 UTC−2 | 20:30 UTC−2      |         | (0 – 0) Rapport | Pratto 90′      | Domare: Héber Lopes (Brasilien) | Domare: Héber Lopes (Brasilien) |
| 20:30 UTC−2 | 20:30 UTC−2      |         |                 |                 | Domare: Héber Lopes (Brasilien) | Domare: Héber Lopes (Brasilien) |
| 20:30 UTC−2 | 20:30 UTC−2      |         |                 |                 | Domare: Héber Lopes (Brasilien) | Domare: Héber Lopes (Brasilien) |

|             | 27 februari 2013 | Deportes Iquique          | 2 – 0           | Emelec | Estadio Tierra de Campeones, Iquique  |                                       |
| 19:45 UTC−3 | 19:45 UTC−3      | Ereros 15′ Villalobos 22′ | (0 – 0) Rapport |        | Domare: Victor Hugo Carrilloa (Chile) | Domare: Victor Hugo Carrilloa (Chile) |
| 19:45 UTC−3 | 19:45 UTC−3      |                           |                 |        | Domare: Victor Hugo Carrilloa (Chile) | Domare: Victor Hugo Carrilloa (Chile) |
| 19:45 UTC−3 | 19:45 UTC−3      |                           |                 |        | Domare: Victor Hugo Carrilloa (Chile) | Domare: Victor Hugo Carrilloa (Chile) |

|             | 5 mars 2013 | Emelec                  | 2 – 1           | Deportes Iquique | Estadio George Capwell, Guayaquil |                                 |
| 21:45 UTC−5 | 21:45 UTC−5 | de Jesús 57′ Angulo 75′ | (0 – 0) Rapport | Villalobos 79′   | Domare: Roberto García (Mexiko)   | Domare: Roberto García (Mexiko) |
| 21:45 UTC−5 | 21:45 UTC−5 |                         |                 |                  | Domare: Roberto García (Mexiko)   | Domare: Roberto García (Mexiko) |
| 21:45 UTC−5 | 21:45 UTC−5 |                         |                 |                  | Domare: Roberto García (Mexiko)   | Domare: Roberto García (Mexiko) |

|             | 12 mars 2013 | Vélez Sársfield                                | 3 – 1           | Peñarol               | Estadio José Amalfitani, Buenos Aires |                                    |
| 19:15 UTC−3 | 19:15 UTC−3  | Bologna 30′ (sjm.) Insúa 75′ (str.) Copete 78′ | (1 – 1) Rapport | Estoyanoff 24′ (str.) | Domare: Leandro Vuaden (Brasilien)    | Domare: Leandro Vuaden (Brasilien) |
| 19:15 UTC−3 | 19:15 UTC−3  |                                                |                 |                       | Domare: Leandro Vuaden (Brasilien)    | Domare: Leandro Vuaden (Brasilien) |
| 19:15 UTC−3 | 19:15 UTC−3  |                                                |                 |                       | Domare: Leandro Vuaden (Brasilien)    | Domare: Leandro Vuaden (Brasilien) |

|             | 2 april 2013 | Deportes Iquique | 1 – 3           | Vélez Sársfield                    | Estadio Tierra de Campeones, Iquique |                                  |
| 19:15 UTC−3 | 19:15 UTC−3  | Villalobos 39′   | (1 – 2) Rapport | Domínguez 7′ Romero 19′ Copete 51′ | Domare: Sandro Ricci (Brasilien)     | Domare: Sandro Ricci (Brasilien) |
| 19:15 UTC−3 | 19:15 UTC−3  |                  |                 |                                    | Domare: Sandro Ricci (Brasilien)     | Domare: Sandro Ricci (Brasilien) |
| 19:15 UTC−3 | 19:15 UTC−3  |                  |                 |                                    | Domare: Sandro Ricci (Brasilien)     | Domare: Sandro Ricci (Brasilien) |

|             | 2 april 2013 | Emelec                  | 2 – 0           | Peñarol | Estadio George Capwell, Guayaquil    |                                      |
| 21:45 UTC−5 | 21:45 UTC−5  | Nasuti 81′ Gaibor 90+4′ | (0 – 0) Rapport |         | Domare: Hernando Buitrago (Colombia) | Domare: Hernando Buitrago (Colombia) |
| 21:45 UTC−5 | 21:45 UTC−5  |                         |                 |         | Domare: Hernando Buitrago (Colombia) | Domare: Hernando Buitrago (Colombia) |
| 21:45 UTC−5 | 21:45 UTC−5  |                         |                 |         | Domare: Hernando Buitrago (Colombia) | Domare: Hernando Buitrago (Colombia) |

|             | 9 april 2013 | Peñarol                                    | 3 – 0           | Deportes Iquique | Estadio Centenario, Montevideo    |                                   |
| 21:30 UTC−3 | 21:30 UTC−3  | Gallegos 38′ Zalayeta 74′ Aguirregaray 76′ | (1 – 0) Rapport |                  | Domare: Julio Quintana (Paraguay) | Domare: Julio Quintana (Paraguay) |
| 21:30 UTC−3 | 21:30 UTC−3  |                                            |                 |                  | Domare: Julio Quintana (Paraguay) | Domare: Julio Quintana (Paraguay) |
| 21:30 UTC−3 | 21:30 UTC−3  |                                            |                 |                  | Domare: Julio Quintana (Paraguay) | Domare: Julio Quintana (Paraguay) |

|             | 9 april 2013 | Vélez Sársfield | 0 – 0   | Emelec | Estadio José Amalfitani, Buenos Aires |                                      |
| 21:30 UTC−3 | 21:30 UTC−3  |                 | Rapport |        | Domare: Marcelo Henrique (Brasilien)  | Domare: Marcelo Henrique (Brasilien) |
| 21:30 UTC−3 | 21:30 UTC−3  |                 |         |        | Domare: Marcelo Henrique (Brasilien)  | Domare: Marcelo Henrique (Brasilien) |
| 21:30 UTC−3 | 21:30 UTC−3  |                 |         |        | Domare: Marcelo Henrique (Brasilien)  | Domare: Marcelo Henrique (Brasilien) |

### Grupp 5
| Nr | Lag         | S | V | O | F | GM | IM | MS | P  |
| -- | ----------- | - | - | - | - | -- | -- | -- | -- |
| 1  | Corinthians | 6 | 4 | 1 | 1 | 10 | 2  | +8 | 13 |
| 2  | Tijuana     | 6 | 4 | 1 | 1 | 8  | 4  | +4 | 13 |
| 3  | San José    | 6 | 1 | 2 | 3 | 5  | 11 | −6 | 5  |
| 4  | Millonarios | 6 | 1 | 0 | 5 | 2  | 8  | −6 | 3  |

|             | 19 februari 2013 | Millonarios | 0 – 1           | Tijuana  | Estadio El Campín, Bogotá            |                                      |
| 19:30 UTC−5 | 19:30 UTC−5      |             | (0 – 0) Rapport | Ruiz 62′ | Domare: Marlon Escalante (Venezuela) | Domare: Marlon Escalante (Venezuela) |
| 19:30 UTC−5 | 19:30 UTC−5      |             |                 |          | Domare: Marlon Escalante (Venezuela) | Domare: Marlon Escalante (Venezuela) |
| 19:30 UTC−5 | 19:30 UTC−5      |             |                 |          | Domare: Marlon Escalante (Venezuela) | Domare: Marlon Escalante (Venezuela) |

|             | 20 februari 2013 | San José    | 1 – 1           | Corinthians | Estadio Jesús Bermúdez, Oruro |                               |
| 21:00 UTC−4 | 21:00 UTC−4      | Saucedo 61′ | (0 – 1) Rapport | Guerrero 6′ | Domare: Carlos Vera (Ecuador) | Domare: Carlos Vera (Ecuador) |
| 21:00 UTC−4 | 21:00 UTC−4      |             |                 |             | Domare: Carlos Vera (Ecuador) | Domare: Carlos Vera (Ecuador) |
| 21:00 UTC−4 | 21:00 UTC−4      |             |                 |             | Domare: Carlos Vera (Ecuador) | Domare: Carlos Vera (Ecuador) |

|             | 26 februari 2013 | Tijuana                                         | 4 – 0           | San José | Estadio Caliente, Tijuana    |                              |
| 19:15 UTC−8 | 19:15 UTC−8      | Castillo 4′ Aguilar 47′ Corona 49′ Martínez 74′ | (1 – 0) Rapport |          | Domare: Omar Ponce (Ecuador) | Domare: Omar Ponce (Ecuador) |
| 19:15 UTC−8 | 19:15 UTC−8      |                                                 |                 |          | Domare: Omar Ponce (Ecuador) | Domare: Omar Ponce (Ecuador) |
| 19:15 UTC−8 | 19:15 UTC−8      |                                                 |                 |          | Domare: Omar Ponce (Ecuador) | Domare: Omar Ponce (Ecuador) |

|             | 27 februari 2013 | Corinthians           | 2 – 0           | Millonarios | Estádio do Pacaembu, São Paulo              |                                             |
| 22:00 UTC−3 | 22:00 UTC−3      | Guerrero 10′ Pato 48′ | (1 – 0) Rapport |             | Publik: 4 Domare: Néstor Pitana (Argentina) | Publik: 4 Domare: Néstor Pitana (Argentina) |
| 22:00 UTC−3 | 22:00 UTC−3      |                       |                 |             | Publik: 4 Domare: Néstor Pitana (Argentina) | Publik: 4 Domare: Néstor Pitana (Argentina) |
| 22:00 UTC−3 | 22:00 UTC−3      |                       |                 |             | Publik: 4 Domare: Néstor Pitana (Argentina) | Publik: 4 Domare: Néstor Pitana (Argentina) |

|             | 5 mars 2013 | Millonarios             | 2 – 1           | San José      | Estadio El Campín, Bogotá     |                               |
| 19:30 UTC−5 | 19:30 UTC−5 | Franco 17′ Rentería 87′ | (1 – 1) Rapport | Saucedo 45+1′ | Domare: Henry Gambetta (Peru) | Domare: Henry Gambetta (Peru) |
| 19:30 UTC−5 | 19:30 UTC−5 |                         |                 |               | Domare: Henry Gambetta (Peru) | Domare: Henry Gambetta (Peru) |
| 19:30 UTC−5 | 19:30 UTC−5 |                         |                 |               | Domare: Henry Gambetta (Peru) | Domare: Henry Gambetta (Peru) |

|             | 6 mars 2013 | Tijuana      | 1 – 0           | Corinthians | Estadio Caliente, Tijuana           |                                     |
| 17:00 UTC−8 | 17:00 UTC−8 | Gandolfi 67′ | (0 – 0) Rapport |             | Domare: Víctor Hugo Carrillo (Peru) | Domare: Víctor Hugo Carrillo (Peru) |
| 17:00 UTC−8 | 17:00 UTC−8 |              |                 |             | Domare: Víctor Hugo Carrillo (Peru) | Domare: Víctor Hugo Carrillo (Peru) |
| 17:00 UTC−8 | 17:00 UTC−8 |              |                 |             | Domare: Víctor Hugo Carrillo (Peru) | Domare: Víctor Hugo Carrillo (Peru) |

|             | 13 mars 2013 | Corinthians                        | 3 – 0           | Tijuana | Estádio do Pacaembu, São Paulo |                               |
| 22:00 UTC−3 | 22:00 UTC−3  | Pato 27′ Guerrero 37′ Paulinho 82′ | (2 – 0) Rapport |         | Domare: Enrique Osses (Chile)  | Domare: Enrique Osses (Chile) |
| 22:00 UTC−3 | 22:00 UTC−3  |                                    |                 |         | Domare: Enrique Osses (Chile)  | Domare: Enrique Osses (Chile) |
| 22:00 UTC−3 | 22:00 UTC−3  |                                    |                 |         | Domare: Enrique Osses (Chile)  | Domare: Enrique Osses (Chile) |

|             | 14 mars 2013 | San José              | 2 – 0           | Millonarios | Estadio Jesús Bermúdez, Oruro        |                                      |
| 20:30 UTC−4 | 20:30 UTC−4  | Gomes 14′ Saucedo 48′ | (1 – 0) Rapport |             | Domare: Patricio Loustau (Argentina) | Domare: Patricio Loustau (Argentina) |
| 20:30 UTC−4 | 20:30 UTC−4  |                       |                 |             | Domare: Patricio Loustau (Argentina) | Domare: Patricio Loustau (Argentina) |
| 20:30 UTC−4 | 20:30 UTC−4  |                       |                 |             | Domare: Patricio Loustau (Argentina) | Domare: Patricio Loustau (Argentina) |

|             | 3 april 2013 | San José  | 1 – 1           | Tijuana      | Estadio Jesús Bermúdez, Oruro      |                                    |
| 18:45 UTC−4 | 18:45 UTC−4  | Gomes 81′ | (0 – 0) Rapport | Martínez 66′ | Domare: Diego Ceballos (Argentina) | Domare: Diego Ceballos (Argentina) |
| 18:45 UTC−4 | 18:45 UTC−4  |           |                 |              | Domare: Diego Ceballos (Argentina) | Domare: Diego Ceballos (Argentina) |
| 18:45 UTC−4 | 18:45 UTC−4  |           |                 |              | Domare: Diego Ceballos (Argentina) | Domare: Diego Ceballos (Argentina) |

|             | 3 april 2013 | Millonarios | 0 – 1           | Corinthians | Estadio El Campín, Bogotá        |                                  |
| 20:00 UTC−5 | 20:00 UTC−5  |             | (0 – 0) Rapport | Danilo 57′  | Domare: Saúl Laverni (Argentina) | Domare: Saúl Laverni (Argentina) |
| 20:00 UTC−5 | 20:00 UTC−5  |             |                 |             | Domare: Saúl Laverni (Argentina) | Domare: Saúl Laverni (Argentina) |
| 20:00 UTC−5 | 20:00 UTC−5  |             |                 |             | Domare: Saúl Laverni (Argentina) | Domare: Saúl Laverni (Argentina) |

|             | 10 april 2013 | Corinthians                                | 3 – 0           | San José | Estádio do Pacaembu, São Paulo     |                                    |
| 22:00 UTC−3 | 22:00 UTC−3   | Romarinho 26′ Guerrero 60′ Edenílson 90+3′ | (1 – 0) Rapport |          | Domare: Mauro Vigliano (Argentina) | Domare: Mauro Vigliano (Argentina) |
| 22:00 UTC−3 | 22:00 UTC−3   |                                            |                 |          | Domare: Mauro Vigliano (Argentina) | Domare: Mauro Vigliano (Argentina) |
| 22:00 UTC−3 | 22:00 UTC−3   |                                            |                 |          | Domare: Mauro Vigliano (Argentina) | Domare: Mauro Vigliano (Argentina) |

|             | 10 april 2013 | Tijuana        | 1 – 0           | Millonarios | Estadio Caliente, Tijuana          |                                    |
| 18:00 UTC−7 | 18:00 UTC−7   | Martínez 90+4′ | (0 – 0) Rapport |             | Domare: Carlos Amarilla (Paraguay) | Domare: Carlos Amarilla (Paraguay) |
| 18:00 UTC−7 | 18:00 UTC−7   |                |                 |             | Domare: Carlos Amarilla (Paraguay) | Domare: Carlos Amarilla (Paraguay) |
| 18:00 UTC−7 | 18:00 UTC−7   |                |                 |             | Domare: Carlos Amarilla (Paraguay) | Domare: Carlos Amarilla (Paraguay) |

### Grupp 6
| Nr | Lag             | S | V | O | F | GM | IM | MS | P  |
| -- | --------------- | - | - | - | - | -- | -- | -- | -- |
| 1  | Santa Fe        | 6 | 4 | 2 | 0 | 9  | 4  | +5 | 14 |
| 2  | Real Garcilaso  | 6 | 3 | 1 | 2 | 8  | 7  | +1 | 10 |
| 3  | Deportes Tolima | 6 | 2 | 2 | 2 | 7  | 5  | +2 | 8  |
| 4  | Cerro Porteño   | 6 | 0 | 1 | 5 | 3  | 11 | −8 | 1  |

|             | 13 februari 2013 | Real Garcilaso | 1 – 1           | Santa Fe  | Estadio Garcilaso, Cusco       |                                |
| 21:15 UTC−5 | 21:15 UTC−5      | Bogado 76′     | (0 – 1) Rapport | Borja 16′ | Domare: Julio Bascuñán (Chile) | Domare: Julio Bascuñán (Chile) |
| 21:15 UTC−5 | 21:15 UTC−5      |                |                 |           | Domare: Julio Bascuñán (Chile) | Domare: Julio Bascuñán (Chile) |
| 21:15 UTC−5 | 21:15 UTC−5      |                |                 |           | Domare: Julio Bascuñán (Chile) | Domare: Julio Bascuñán (Chile) |

|             | 14 februari 2013 | Deportes Tolima              | 2 – 1           | Cerro Porteño | Estadio Manuell Murillo Toro, Ibagué |                                   |
| 21:15 UTC−5 | 21:15 UTC−5      | Cardozo 32′ (sjm.) Silva 59′ | (1 – 0) Rapport | Martínez 77′  | Domare: Néstor Pitana (Argentina)    | Domare: Néstor Pitana (Argentina) |
| 21:15 UTC−5 | 21:15 UTC−5      |                              |                 |               | Domare: Néstor Pitana (Argentina)    | Domare: Néstor Pitana (Argentina) |
| 21:15 UTC−5 | 21:15 UTC−5      |                              |                 |               | Domare: Néstor Pitana (Argentina)    | Domare: Néstor Pitana (Argentina) |

|             | 21 februari 2013 | Cerro Porteño | 0 – 1           | Real Garcilaso | Estadio General Pablo Rojas, Asunción |                                      |
| 21:30 UTC−3 | 21:30 UTC−3      |               | (0 – 0) Rapport | Ramúa 88′      | Domare: Patricio Loustau (Argentina)  | Domare: Patricio Loustau (Argentina) |
| 21:30 UTC−3 | 21:30 UTC−3      |               |                 |                | Domare: Patricio Loustau (Argentina)  | Domare: Patricio Loustau (Argentina) |
| 21:30 UTC−3 | 21:30 UTC−3      |               |                 |                | Domare: Patricio Loustau (Argentina)  | Domare: Patricio Loustau (Argentina) |

|             | 21 februari 2013 | Santa Fe     | 1 – 1           | Deportes Tolima | Estadio El Campín, Bogotá       |                                 |
| 21:45 UTC−5 | 21:45 UTC−5      | Valencia 15′ | (1 – 1) Rapport | Andrade 5′      | Domare: Adrián Vélez (Colombia) | Domare: Adrián Vélez (Colombia) |
| 21:45 UTC−5 | 21:45 UTC−5      |              |                 |                 | Domare: Adrián Vélez (Colombia) | Domare: Adrián Vélez (Colombia) |
| 21:45 UTC−5 | 21:45 UTC−5      |              |                 |                 | Domare: Adrián Vélez (Colombia) | Domare: Adrián Vélez (Colombia) |

|             | 26 februari 2013 | Deportes Tolima | 0 – 1           | Real Garcilaso | Estadio Manuell Murillo Toro, Ibagué |                               |
| 17:45 UTC−5 | 17:45 UTC−5      |                 | (0 – 0) Rapport | Salazar 90+2′  | Domare: Carlos Vera (Ecuador)        | Domare: Carlos Vera (Ecuador) |
| 17:45 UTC−5 | 17:45 UTC−5      |                 |                 |                | Domare: Carlos Vera (Ecuador)        | Domare: Carlos Vera (Ecuador) |
| 17:45 UTC−5 | 17:45 UTC−5      |                 |                 |                | Domare: Carlos Vera (Ecuador)        | Domare: Carlos Vera (Ecuador) |

|             | 7 mars 2013 | Cerro Porteño | 1 – 2           | Santa Fe                     | Estadio General Pablo Rojas, Asunción |                               |
| 19:15 UTC−3 | 19:15 UTC−3 | Fabbro 45′    | (1 – 0) Rapport | Pérez 59′ (str.), 77′ (str.) | Domare: Carlos Vera (Ecuador)         | Domare: Carlos Vera (Ecuador) |
| 19:15 UTC−3 | 19:15 UTC−3 |               |                 |                              | Domare: Carlos Vera (Ecuador)         | Domare: Carlos Vera (Ecuador) |
| 19:15 UTC−3 | 19:15 UTC−3 |               |                 |                              | Domare: Carlos Vera (Ecuador)         | Domare: Carlos Vera (Ecuador) |

|             | 2 april 2013 | Real Garcilaso | 0 – 3           | Deportes Tolima          | Estadio Garcilaso, Cusco     |                              |
| 19:30 UTC−5 | 19:30 UTC−5  |                | (0 – 0) Rapport | Leichtweis 55′, 66′, 84′ | Domare: Omar Ponce (Ecuador) | Domare: Omar Ponce (Ecuador) |
| 19:30 UTC−5 | 19:30 UTC−5  |                |                 |                          | Domare: Omar Ponce (Ecuador) | Domare: Omar Ponce (Ecuador) |
| 19:30 UTC−5 | 19:30 UTC−5  |                |                 |                          | Domare: Omar Ponce (Ecuador) | Domare: Omar Ponce (Ecuador) |

|             | 2 april 2013 | Santa Fe  | 1 – 0           | Cerro Porteño | Estadio El Campín, Bogotá     |                               |
| 19:30 UTC−5 | 19:30 UTC−5  | Cuero 24′ | (1 – 0) Rapport |               | Domare: Juan Soto (Venezuela) | Domare: Juan Soto (Venezuela) |
| 19:30 UTC−5 | 19:30 UTC−5  |           |                 |               | Domare: Juan Soto (Venezuela) | Domare: Juan Soto (Venezuela) |
| 19:30 UTC−5 | 19:30 UTC−5  |           |                 |               | Domare: Juan Soto (Venezuela) | Domare: Juan Soto (Venezuela) |

|             | 9 april 2013 | Deportes Tolima | 1 – 2           | Santa Fe       | Estadio Manuell Murillo Toro, Ibagué |                                 |
| 21:45 UTC−5 | 21:45 UTC−5  | Chará 51′       | (0 – 0) Rapport | Borja 61′, 79′ | Domare: Imer Machado (Colombia)      | Domare: Imer Machado (Colombia) |
| 21:45 UTC−5 | 21:45 UTC−5  |                 |                 |                | Domare: Imer Machado (Colombia)      | Domare: Imer Machado (Colombia) |
| 21:45 UTC−5 | 21:45 UTC−5  |                 |                 |                | Domare: Imer Machado (Colombia)      | Domare: Imer Machado (Colombia) |

|             | 10 april 2013 | Real Garcilaso                                    | 5 – 1           | Cerro Porteño | Estadio Garcilaso, Cusco          |                                   |
| 17:45 UTC−5 | 17:45 UTC−5   | Gamarra 9′, 90′ Montes 37′ Ferreira 74′ Ramos 77′ | (2 – 1) Rapport | Nanni 13′     | Domare: Roberto Silvera (Uruguay) | Domare: Roberto Silvera (Uruguay) |
| 17:45 UTC−5 | 17:45 UTC−5   |                                                   |                 |               | Domare: Roberto Silvera (Uruguay) | Domare: Roberto Silvera (Uruguay) |
| 17:45 UTC−5 | 17:45 UTC−5   |                                                   |                 |               | Domare: Roberto Silvera (Uruguay) | Domare: Roberto Silvera (Uruguay) |

|             | 16 april 2013 | Cerro Porteño | 0 – 0   | Deportes Tolima | Estadio General Pablo Rojas, Asunción |                                |
| 21:15 UTC−4 | 21:15 UTC−4   |               | Rapport |                 | Domare: Diego Abal (Argentina)        | Domare: Diego Abal (Argentina) |
| 21:15 UTC−4 | 21:15 UTC−4   |               |         |                 | Domare: Diego Abal (Argentina)        | Domare: Diego Abal (Argentina) |
| 21:15 UTC−4 | 21:15 UTC−4   |               |         |                 | Domare: Diego Abal (Argentina)        | Domare: Diego Abal (Argentina) |

|             | 16 april 2013 | Santa Fe             | 2 – 0           | Real Garcilaso | Estadio El Campín, Bogotá        |                                  |
| 20:15 UTC−5 | 20:15 UTC−5   | Medina 47′ Borja 72′ | (0 – 0) Rapport |                | Domare: Sandro Ricci (Brasilien) | Domare: Sandro Ricci (Brasilien) |
| 20:15 UTC−5 | 20:15 UTC−5   |                      |                 |                | Domare: Sandro Ricci (Brasilien) | Domare: Sandro Ricci (Brasilien) |
| 20:15 UTC−5 | 20:15 UTC−5   |                      |                 |                | Domare: Sandro Ricci (Brasilien) | Domare: Sandro Ricci (Brasilien) |

### Grupp 7
| Nr | Lag                  | S | V | O | F | GM | IM | MS | P  |
| -- | -------------------- | - | - | - | - | -- | -- | -- | -- |
| 1  | Olimpia              | 6 | 4 | 1 | 1 | 16 | 7  | +9 | 13 |
| 2  | Newell's Old Boys    | 6 | 3 | 0 | 3 | 11 | 10 | +1 | 9  |
| 3  | Universidad de Chile | 6 | 3 | 0 | 3 | 7  | 9  | −2 | 9  |
| 4  | Deportivo Lara       | 6 | 1 | 1 | 4 | 8  | 16 | −8 | 4  |

|             | 12 februari 2013 | Universidad de Chile | 2 – 0           | Deportivo Lara | Estadio Nacional, Santiago   |                              |
| 21:30 UTC−3 | 21:30 UTC−3      | Ubilla 34′, 76′      | (1 – 0) Rapport |                | Domare: Omar Ponce (Ecuador) | Domare: Omar Ponce (Ecuador) |
| 21:30 UTC−3 | 21:30 UTC−3      |                      |                 |                | Domare: Omar Ponce (Ecuador) | Domare: Omar Ponce (Ecuador) |
| 21:30 UTC−3 | 21:30 UTC−3      |                      |                 |                | Domare: Omar Ponce (Ecuador) | Domare: Omar Ponce (Ecuador) |

|             | 14 februari 2013 | Newell's Old Boys                         | 3 – 1           | Olimpia     | Estadio Marcelo Bielsa, Rosario    |                                    |
| 18:45 UTC−3 | 18:45 UTC−3      | Scocco 70′ (str.) Orzán 76′ Rodríguez 90′ | (0 – 0) Rapport | Bareiro 89′ | Domare: Leandro Vuaden (Brasilien) | Domare: Leandro Vuaden (Brasilien) |
| 18:45 UTC−3 | 18:45 UTC−3      |                                           |                 |             | Domare: Leandro Vuaden (Brasilien) | Domare: Leandro Vuaden (Brasilien) |
| 18:45 UTC−3 | 18:45 UTC−3      |                                           |                 |             | Domare: Leandro Vuaden (Brasilien) | Domare: Leandro Vuaden (Brasilien) |

|             | 19 februari 2013 | Olimpia                          | 3 – 0           | Universidad de Chile | Estadio Defensores del Chaco, Asunción |                                  |
| 21:30 UTC−3 | 21:30 UTC−3      | Salgueiro 2′ Ortiz 9′ Candia 48′ | (2 – 0) Rapport |                      | Domare: Martin Vázquez (Uruguay)       | Domare: Martin Vázquez (Uruguay) |
| 21:30 UTC−3 | 21:30 UTC−3      |                                  |                 |                      | Domare: Martin Vázquez (Uruguay)       | Domare: Martin Vázquez (Uruguay) |
| 21:30 UTC−3 | 21:30 UTC−3      |                                  |                 |                      | Domare: Martin Vázquez (Uruguay)       | Domare: Martin Vázquez (Uruguay) |

|                | 21 februari 2013 | Deportivo Lara         | 2 – 1           | Newell's Old Boys | Estadio Metropolitano de Fútbol de Lara, Barquisimeto |                                     |
| 17:45 UTC−4:30 | 17:45 UTC−4:30   | Gómez 6′ Fernández 50′ | (1 – 0) Rapport | Cáceres 90+2′     | Domare: Ricardo Marques (Brasilien)                   | Domare: Ricardo Marques (Brasilien) |
| 17:45 UTC−4:30 | 17:45 UTC−4:30   |                        |                 |                   | Domare: Ricardo Marques (Brasilien)                   | Domare: Ricardo Marques (Brasilien) |
| 17:45 UTC−4:30 | 17:45 UTC−4:30   |                        |                 |                   | Domare: Ricardo Marques (Brasilien)                   | Domare: Ricardo Marques (Brasilien) |

|             | 5 mars 2013 | Olimpia          | 2 – 2           | Deportivo Lara              | Estadio Defensores del Chaco, Asunción |                                  |
| 19:15 UTC−3 | 19:15 UTC−3 | Bareiro 32′, 48′ | (1 – 0) Rapport | Fernández 71′ Torrealba 86′ | Domare: Sandro Ricci (Brasilien)       | Domare: Sandro Ricci (Brasilien) |
| 19:15 UTC−3 | 19:15 UTC−3 |                  |                 |                             | Domare: Sandro Ricci (Brasilien)       | Domare: Sandro Ricci (Brasilien) |
| 19:15 UTC−3 | 19:15 UTC−3 |                  |                 |                             | Domare: Sandro Ricci (Brasilien)       | Domare: Sandro Ricci (Brasilien) |

|             | 5 mars 2013 | Newell's Old Boys | 1 – 2           | Universidad de Chile          | Estadio Marcelo Bielsa, Rosario    |                                    |
| 19:15 UTC−3 | 19:15 UTC−3 | Scocco 45+1′      | (1 – 2) Rapport | Marino 4′ Aránguiz 17′ (str.) | Domare: Paulo Oliveira (Brasilien) | Domare: Paulo Oliveira (Brasilien) |
| 19:15 UTC−3 | 19:15 UTC−3 |                   |                 |                               | Domare: Paulo Oliveira (Brasilien) | Domare: Paulo Oliveira (Brasilien) |
| 19:15 UTC−3 | 19:15 UTC−3 |                   |                 |                               | Domare: Paulo Oliveira (Brasilien) | Domare: Paulo Oliveira (Brasilien) |

|             | 12 mars 2013 | Universidad de Chile | 0 – 2           | Newell's Old Boys       | Estadio Nacional Julio Martínez Prádanos, Santiago |                                  |
| 21:30 UTC−3 | 21:30 UTC−3  |                      | (0 – 1) Rapport | Rodríguez 19′ Tonso 84′ | Domare: Wilmar Roldán (Colombia)                   | Domare: Wilmar Roldán (Colombia) |
| 21:30 UTC−3 | 21:30 UTC−3  |                      |                 |                         | Domare: Wilmar Roldán (Colombia)                   | Domare: Wilmar Roldán (Colombia) |
| 21:30 UTC−3 | 21:30 UTC−3  |                      |                 |                         | Domare: Wilmar Roldán (Colombia)                   | Domare: Wilmar Roldán (Colombia) |

|                | 13 mars 2013   | Deportivo Lara | 1 – 5           | Olimpia                                                   | Estadio Metropolitano de Fútbol de Lara, Barquisimeto |                                        |
| 18:15 UTC−4:30 | 18:15 UTC−4:30 | Mosquera 52′   | (0 – 3) Rapport | Bareiro 7′ Miranda 26′ Wilson Pittoni 41′, 47′ Aranda 80′ | Domare: Roberto García Orosco (Mexiko)                | Domare: Roberto García Orosco (Mexiko) |
| 18:15 UTC−4:30 | 18:15 UTC−4:30 |                |                 |                                                           | Domare: Roberto García Orosco (Mexiko)                | Domare: Roberto García Orosco (Mexiko) |
| 18:15 UTC−4:30 | 18:15 UTC−4:30 |                |                 |                                                           | Domare: Roberto García Orosco (Mexiko)                | Domare: Roberto García Orosco (Mexiko) |

|             | 4 april 2013 | Newell's Old Boys        | 3 – 1           | Deportivo Lara  | Estadio Marcelo Bielsa, Rosario |                               |
| 19:15 UTC−3 | 19:15 UTC−3  | Pérez 4′ Scocco 43′, 89′ | (2 – 0) Rapport | Pérez Greco 79′ | Domare: Raúl Orosco (Bolivia)   | Domare: Raúl Orosco (Bolivia) |
| 19:15 UTC−3 | 19:15 UTC−3  |                          |                 |                 | Domare: Raúl Orosco (Bolivia)   | Domare: Raúl Orosco (Bolivia) |
| 19:15 UTC−3 | 19:15 UTC−3  |                          |                 |                 | Domare: Raúl Orosco (Bolivia)   | Domare: Raúl Orosco (Bolivia) |

|             | 4 april 2013 | Universidad de Chile | 0 – 1           | Olimpia   | Estadio Nacional Julio Martínez Prádanos, Santiago |                                   |
| 21:30 UTC−3 | 21:30 UTC−3  |                      | (0 – 0) Rapport | Ortiz 50′ | Domare: Roberto Silvera (Uruguay)                  | Domare: Roberto Silvera (Uruguay) |
| 21:30 UTC−3 | 21:30 UTC−3  |                      |                 |           | Domare: Roberto Silvera (Uruguay)                  | Domare: Roberto Silvera (Uruguay) |
| 21:30 UTC−3 | 21:30 UTC−3  |                      |                 |           | Domare: Roberto Silvera (Uruguay)                  | Domare: Roberto Silvera (Uruguay) |

|                | 11 april 2013  | Deportivo Lara              | 2 – 3           | Universidad de Chile              | Estadio Metropolitano de Fútbol de Lara, Barquisimeto |                              |
| 20:00 UTC−4:30 | 20:00 UTC−4:30 | Torrealba 45+2′ Valoyes 85′ | (1 – 1) Rapport | Civelli 45+1′ Díaz 47′ Cortés 79′ | Domare: Diego Lara (Ecuador)                          | Domare: Diego Lara (Ecuador) |
| 20:00 UTC−4:30 | 20:00 UTC−4:30 |                             |                 |                                   | Domare: Diego Lara (Ecuador)                          | Domare: Diego Lara (Ecuador) |
| 20:00 UTC−4:30 | 20:00 UTC−4:30 |                             |                 |                                   | Domare: Diego Lara (Ecuador)                          | Domare: Diego Lara (Ecuador) |

|             | 11 april 2013 | Olimpia                                     | 4 – 1           | Newell's Old Boys | Estadio Defensores del Chaco, Asunción |                                      |
| 21:30 UTC−3 | 21:30 UTC−3   | Salgueiro 32′ (str.), 75′ Ferreyra 55′, 78′ | (1 – 0) Rapport | Casco 47′         | Domare: Hernando Buitrago (Colombia)   | Domare: Hernando Buitrago (Colombia) |
| 21:30 UTC−3 | 21:30 UTC−3   |                                             |                 |                   | Domare: Hernando Buitrago (Colombia)   | Domare: Hernando Buitrago (Colombia) |
| 21:30 UTC−3 | 21:30 UTC−3   |                                             |                 |                   | Domare: Hernando Buitrago (Colombia)   | Domare: Hernando Buitrago (Colombia) |

### Grupp 8
| Nr | Lag        | S | V | O | F | GM | IM | MS | P  |
| -- | ---------- | - | - | - | - | -- | -- | -- | -- |
| 1  | Fluminense | 6 | 3 | 2 | 1 | 5  | 5  | 0  | 11 |
| 2  | Grêmio     | 6 | 2 | 2 | 2 | 10 | 6  | +4 | 8  |
| 3  | Huachipato | 6 | 2 | 2 | 2 | 10 | 8  | +2 | 8  |
| 4  | Caracas    | 6 | 2 | 0 | 4 | 6  | 12 | −6 | 6  |

|                | 13 februari 2013 | Caracas | 0 – 1           | Fluminense | Estadio Olímpico, Caracas        |                                  |
| 19:30 UTC−4:30 | 19:30 UTC−4:30   |         | (0 – 1) Rapport | Fred 32′   | Domare: José Buitrago (Colombia) | Domare: José Buitrago (Colombia) |
| 19:30 UTC−4:30 | 19:30 UTC−4:30   |         |                 |            | Domare: José Buitrago (Colombia) | Domare: José Buitrago (Colombia) |
| 19:30 UTC−4:30 | 19:30 UTC−4:30   |         |                 |            | Domare: José Buitrago (Colombia) | Domare: José Buitrago (Colombia) |

|             | 14 februari 2013 | Grêmio            | 1 – 2           | Huachipato                | Arena do Grêmio, Porto Alegre                 |                                               |
| 19:45 UTC−2 | 19:45 UTC−2      | Barcos 54′ (str.) | (0 – 1) Rapport | Falcone 17′ Rodriguez 51′ | Publik: 29 174 Domare: Diego Abal (Argentina) | Publik: 29 174 Domare: Diego Abal (Argentina) |
| 19:45 UTC−2 | 19:45 UTC−2      |                   |                 |                           | Publik: 29 174 Domare: Diego Abal (Argentina) | Publik: 29 174 Domare: Diego Abal (Argentina) |
| 19:45 UTC−2 | 19:45 UTC−2      |                   |                 |                           | Publik: 29 174 Domare: Diego Abal (Argentina) | Publik: 29 174 Domare: Diego Abal (Argentina) |

|             | 20 februari 2013 | Huachipato | 1 – 3           | Caracas                  | Estadio CAP, Talcahuano       |                               |
| 19:45 UTC−3 | 19:45 UTC−3      | Aceval 64′ | (0 – 2) Rapport | Cure 13′ Peña 45+1′, 54′ | Domare: Raúl Orosco (Bolivia) | Domare: Raúl Orosco (Bolivia) |
| 19:45 UTC−3 | 19:45 UTC−3      |            |                 |                          | Domare: Raúl Orosco (Bolivia) | Domare: Raúl Orosco (Bolivia) |
| 19:45 UTC−3 | 19:45 UTC−3      |            |                 |                          | Domare: Raúl Orosco (Bolivia) | Domare: Raúl Orosco (Bolivia) |

|             | 20 februari 2013 | Fluminense | 0 – 3           | Grêmio                                 | Estádio Olímpico João Havelange, Rio de Janeiro   |                                                   |
| 22:00 UTC−3 | 22:00 UTC−3      |            | (0 – 1) Rapport | Barcos 33′ André Santos 55′ Vargas 69′ | Publik: 18 947 Domare: Paulo Oliveira (Brasilien) | Publik: 18 947 Domare: Paulo Oliveira (Brasilien) |
| 22:00 UTC−3 | 22:00 UTC−3      |            |                 |                                        | Publik: 18 947 Domare: Paulo Oliveira (Brasilien) | Publik: 18 947 Domare: Paulo Oliveira (Brasilien) |
| 22:00 UTC−3 | 22:00 UTC−3      |            |                 |                                        | Publik: 18 947 Domare: Paulo Oliveira (Brasilien) | Publik: 18 947 Domare: Paulo Oliveira (Brasilien) |

|             | 27 februari 2013 | Huachipato    | 1 – 2           | Fluminense                    | Estadio CAP, Talcahuano          |                                  |
| 22:00 UTC−3 | 22:00 UTC−3      | Rodríguez 45′ | (1 – 0) Rapport | Wellington Nem 66′ Wágner 76′ | Domare: Saúl Laverni (Argentina) | Domare: Saúl Laverni (Argentina) |
| 22:00 UTC−3 | 22:00 UTC−3      |               |                 |                               | Domare: Saúl Laverni (Argentina) | Domare: Saúl Laverni (Argentina) |
| 22:00 UTC−3 | 22:00 UTC−3      |               |                 |                               | Domare: Saúl Laverni (Argentina) | Domare: Saúl Laverni (Argentina) |

|             | 5 mars 2013 | Grêmio                                    | 4 – 1           | Caracas     | Arena do Grêmio, Porto Alegre    |                                  |
| 21:30 UTC−3 | 21:30 UTC−3 | Barcos 17′ Werley 39′ Zé Roberto 52′, 72′ | (2 – 0) Rapport | Sánchez 60′ | Domare: Antonio Arias (Paraguay) | Domare: Antonio Arias (Paraguay) |
| 21:30 UTC−3 | 21:30 UTC−3 |                                           |                 |             | Domare: Antonio Arias (Paraguay) | Domare: Antonio Arias (Paraguay) |
| 21:30 UTC−3 | 21:30 UTC−3 |                                           |                 |             | Domare: Antonio Arias (Paraguay) | Domare: Antonio Arias (Paraguay) |

|             | 6 mars 2013 | Fluminense      | 1 – 1           | Huachipato | Estádio Olímpico João Havelange, Rio de Janeiro |                                    |
| 22:00 UTC−3 | 22:00 UTC−3 | Fred 31′ (str.) | (1 – 0) Rapport | Núñez 71′  | Domare: Germán Delfino (Argentina)              | Domare: Germán Delfino (Argentina) |
| 22:00 UTC−3 | 22:00 UTC−3 |                 |                 |            | Domare: Germán Delfino (Argentina)              | Domare: Germán Delfino (Argentina) |
| 22:00 UTC−3 | 22:00 UTC−3 |                 |                 |            | Domare: Germán Delfino (Argentina)              | Domare: Germán Delfino (Argentina) |

|                | 12 mars 2013   | Caracas               | 2 – 1           | Grêmio    | Estadio Olímpico, Caracas                       |                                                 |
| 20:00 UTC−4:30 | 20:00 UTC−4:30 | Peña 45+2′ Farías 67′ | (1 – 1) Rapport | Elano 17′ | Publik: 7 000 Domare: Oscar Maldonado (Bolivia) | Publik: 7 000 Domare: Oscar Maldonado (Bolivia) |
| 20:00 UTC−4:30 | 20:00 UTC−4:30 |                       |                 |           | Publik: 7 000 Domare: Oscar Maldonado (Bolivia) | Publik: 7 000 Domare: Oscar Maldonado (Bolivia) |
| 20:00 UTC−4:30 | 20:00 UTC−4:30 |                       |                 |           | Publik: 7 000 Domare: Oscar Maldonado (Bolivia) | Publik: 7 000 Domare: Oscar Maldonado (Bolivia) |

|                | 4 april 2013   | Caracas | 0 – 4           | Huachipato                         | Estadio Olímpico, Caracas     |                               |
| 20:00 UTC−4:30 | 20:00 UTC−4:30 |         | (0 – 2) Rapport | Rodríguez 8′, 36′, 63′ Falcone 87′ | Domare: Henry Gambetta (Peru) | Domare: Henry Gambetta (Peru) |
| 20:00 UTC−4:30 | 20:00 UTC−4:30 |         |                 |                                    | Domare: Henry Gambetta (Peru) | Domare: Henry Gambetta (Peru) |
| 20:00 UTC−4:30 | 20:00 UTC−4:30 |         |                 |                                    | Domare: Henry Gambetta (Peru) | Domare: Henry Gambetta (Peru) |

|             | 10 april 2013 | Grêmio | 0 – 0   | Fluminense | Arena do Grêmio, Porto Alegre       |                                     |
| 22:00 UTC−3 | 22:00 UTC−3   |        | Rapport |            | Domare: Ricardo Marques (Brasilien) | Domare: Ricardo Marques (Brasilien) |
| 22:00 UTC−3 | 22:00 UTC−3   |        |         |            | Domare: Ricardo Marques (Brasilien) | Domare: Ricardo Marques (Brasilien) |
| 22:00 UTC−3 | 22:00 UTC−3   |        |         |            | Domare: Ricardo Marques (Brasilien) | Domare: Ricardo Marques (Brasilien) |

|             | 18 april 2013 | Huachipato | 1 – 1           | Grêmio         | Estadio CAP, Talcahuano          |                                  |
| 19:00 UTC−4 | 19:00 UTC−4   | Aceval 89′ | (0 – 1) Rapport | Zé Roberto 34′ | Domare: Martín Vázquez (Uruguay) | Domare: Martín Vázquez (Uruguay) |
| 19:00 UTC−4 | 19:00 UTC−4   |            |                 |                | Domare: Martín Vázquez (Uruguay) | Domare: Martín Vázquez (Uruguay) |
| 19:00 UTC−4 | 19:00 UTC−4   |            |                 |                | Domare: Martín Vázquez (Uruguay) | Domare: Martín Vázquez (Uruguay) |

|             | 18 april 2013 | Fluminense       | 1 – 0           | Caracas | Estádio Olímpico João Havelange, Rio de Janeiro |                                   |
| 20:00 UTC−3 | 20:00 UTC−3   | Rafael Sóbis 54′ | (0 – 0) Rapport |         | Domare: Néstor Pitana (Argentina)               | Domare: Néstor Pitana (Argentina) |
| 20:00 UTC−3 | 20:00 UTC−3   |                  |                 |         | Domare: Néstor Pitana (Argentina)               | Domare: Néstor Pitana (Argentina) |
| 20:00 UTC−3 | 20:00 UTC−3   |                  |                 |         | Domare: Néstor Pitana (Argentina)               | Domare: Néstor Pitana (Argentina) |